# Simone Godano
Simone Godano, né le 31 août 1977 à Rome, est un réalisateur et scénariste italien.

## Biographie
Il fait ses débuts de réalisateur avec le court métrage Niente orchidee en 2010, présenté à la Mostra de Venise 2010.
Il réalise le long métrage Femme et Mari avec Pierfrancesco Favino et Kasia Smutniak, nommé dans la catégorie Meilleure comédie aux Rubans d'argent 2017.
En 2019, il scénarise et réalise Croce e delizia (it), avec Alessandro Gassmann, Jasmine Trinca, Fabrizio Bentivoglio et Filippo Scicchitano, également nommé comme meilleure comédie aux Rubans d'argent en 2019. Jasmine Trinca a remporté le Globe d'or de la meilleure actrice pour le film en 2019,.
Son troisième long métrage en tant que réalisateur, Marilyn ha gli occhi neri (litt. « Marilyn a les yeux noirs »), une comédie avec Stefano Accorsi et Miriam Leone sur le thème des troubles mentaux, a remporté le Globe d'or 2022 de la meilleure comédie. La chanson inédite Nei tuoi occhi de Francesca Michielin qui accompagne le générique de fin a été nommée à la fois pour le David di Donatello et le Ruban d'argent de la meilleure chanson originale.

## Filmographie
- 2010 : Niente orchidee - court métrage
- 2017 : Femme et Mari (Moglie e marito)
- 2019 : Croce e delizia (it)
- 2022 : Marilyn a les yeux noirs (Marilyn ha gli occhi neri)
- 2024 : Sei fratelli[6],[7]